# 女子学生(秘)レポート
『女子学生(秘)レポート』（じょしがくせいまるひレポート、原題: Schulmädchen-Report、米題: Schoolgirl Report）は、1970年の西ドイツの性的擬似ドキュメンタリー映画、及び1970年から1980年まで製作された続編群を含んだシリーズ名。シリーズの監督はエルンスト・ホフバウエル (Ernst Hofbauer) とワルター・ブース (Walter Boos) が務めた。

## 概要
公開時のポスター・チラシなどにおける実際の邦題表記は(秘)ではなく「○」の中に「秘」が入ったもので「じょしがくせいまるひレポート」と読む。
下敷となっているのはギュンター・フノルト (Günther Hunold) が1970年に著した、性的関心について14歳から20歳までの12人の少女・若い女性にインタビューしたものをまとめた『女子学生セックスレポート・許せないもの (Schulmädchen-Report: Was Eltern nicht für möglich halten (Schoolgirl Report Part 1: What Parents Don't Think Is Possible))』という書籍である。その年の内にプロデューサーのウォルフ・Ｃ・ハルトウィッヒ (Wolf C. Hartwig) が映画化した。映画は大成功を収め、10年間にわたって続編が12本製作されるという大ヒットシリーズとなった。
当時の多くのエロティック映画と同様、検閲対策で擬似ドキュメンタリーの体裁をとっており、教育的な色付けもなされている。ヨーロッパより性表現の規制が厳しかったアメリカ合衆国の映画界に性表現の幅を広げるきっかけを与えたヨーロッパ映画群の一翼を担っている。日本では13作目を除く12作が公開され、日活ロマンポルノの片桐夕子主演の『女子高生レポート』シリーズなどの女子高生ものに影響を与え、これは後のアダルトビデオの「女子校生」ものにも引き継がれている。

## 書籍
『女子学生セックスレポート』は1960年代にドイツでもセンセーションを巻き起こしたキンゼイ報告やマスターズ/ジョンソン (Masters and Johnson) の報告に続くものであった。フノルトは人間と性について多くの著書を出しているが、中でもハイネ出版社版のこの作品が最も成功した本になった。
著者の意図は序文にある通り現代の若い女の子（当時）の性行動の真の実態を伝える事にあった。1969年にミュンヘンの6つのレアルシューレとギムナジウムに在籍する14歳から20歳までの36人の生徒にインタビューしたデータを基礎にしている。対話者の中からの選択の基準は示されておらず、典型的なサンプリングを目指したとは思われない。各々に157の質問が用意され、これらは「プロフィール、周囲の環境、教師、夢、マスターベーション、処女喪失、性生活、避妊、同性愛」といったグループに大別される。本には最終的に選ばれた「最も注目に値する」12のインタビューが収められた。フノルトはこれが女学生の代表的な生態であるとは記さず、個々のケースである事を強調している。
この本は同年の非常に成功した映画化作品により広く知られるようになった。批判は多様にあり、それは中立的な「生徒・学生」ではなく「女子学生」を使用したタイトル自体に既に向けられている。また本は恐らく悪意からではなく、より性的な文献を求める需要を満たそうとしており、著者の科学的な姿勢と信頼性は疑問を持たれた。性知識啓蒙の意図が著者に無かったとは言えない。
著者のフノルトは映画の成功を全く予想していなかった。そのため映画化権料を興行成績に対する歩合で受け取る代わりに最初に一括で受け取ってしまった。

## 映画
映画プロデューサーウォルフ・Ｃ・ハルトウィッヒは、本の存在を知ると映画化の権利を買い取るためフノルトに30,000ドイツマルク（2000年のインタビューによる）を支払った。彼は「映画屋人生における商業的勘」だったと語っている。映画は西ドイツで1970年10月23日に公開されると、数日で220,000ドイツマルクを稼ぎ出し、600万人が観るという大ヒット作となった。ハルトウィッヒは直ちに続編製作を決定した。1980年までシリーズ全体で13本の映画が製作された。観客動員数は1作目の成功に比べれば減少していったが、13作目でさえ120万人を動員する集客力を維持していた。シリーズはGoldene Leinwand賞（18ヶ月以内に300万人以上を動員した映画に与えられるドイツの映画賞）を3度獲得し、世界全体で1億人以上の観客が足を運んだ。映画はrapidly film GmbHによって製作され、コンスタンティン・フィルム（Constantin film GmbH）が配給した。監督はエルンスト・ホフバウエル（No.1-8とNo.11）とワルター・ブース（No.9-10とNo.12-13）が務め、音楽はゲルト・ヴィルデン (Gert Wilden) が担当した。FSK（ドイツの映画のレイティングシステムを定める組織）は18歳以上指定映画として公開を許可した。最後の2作のみが16歳指定となった。映画は平均して18日間で撮られた。無音で撮影され、声はアフレコで収録された。
シリーズの大成功それ自体が性的関心が当時「未開拓の分野」であったことを物語っている、性の詳細な表現に対する好奇心は現在でも不変である。最初の女子学生(秘)レポートの公開後、西ドイツでは専業主婦レポート、見習い女子レポート、ダンスレポートなどの「レポートもの」映画の流行が起こった。1975年に西ドイツでポルノが解禁され専門映画館が出現すると、この流行は沈静化した。しかし女子学生(秘)レポートシリーズは1980年まで、もはや製作者サイドが継続の意味が見出せず、利益も産み出さないと判断するまで続けられた。
出演した無名の若い女優たちはタイトル通り「女子学生」のように振る舞っているが、最初の主役たちはポスターにあるように「中学生、高校生と彼女たちの友人の女の子」ではなく、日当500ドイツマルクで雇われた16歳から19歳のデパート店員だった（デパートの月給は当時およそ600から800マルクであった）。多くの続編が製作された事により、プロデューサーのハルトウィッヒは出演料を500マルクから1000マルクなどに引き上げた。映画経験者はほんの少数しか出演していない。新作ごとに数人の新人女優が起用されたので、やがて充分に若い女の子を揃える事が困難になり、シリーズの後の方になるといくぶん年上の女性に頼る結果となった。
およそ90分のこれらの映画は個々の短いエピソードをつないだオムニバス的エピソード映画であった。個々の物語の発端となるのは、例えば両親との家族会議やうわさ話や友人グループの会話であったりする。製作者は個々のエピソードのアイデアを新聞報道から得たり、路面電車で女子学生の会話に耳を傾けて得たりしていた。若干の基本的類型は変化を加えながら何度も使用された。頻繁に現れるシチュエーションは女子学生とかなり年上（35歳以上）の男性、若い恋人たち、処女喪失、（義理の）父親・兄弟・祖父との近親相姦、強姦などである。他愛のないセックスコメディ風のエピソード群の中にいくつか教訓的なエピソードも挟み込まれた。しばしば俳優自身の台詞か、心理学者・医者・聖職者によるもののようなナレーションで、もっともらしい訓戒的なコメントが添えられる。製作者の弁によれば、これらのコメントはFSKによる検閲を避けるために教育映画であるかのような体裁を整えるためのものである。

## シリーズ一覧
1. 『女子学生(秘)レポート』( 1970年・ 1971年)
2. 『続・女子学生(秘)レポート』( 1970年・ 1972年)
3. 『女子学生(秘)レポートNo.3/初体験特集』( 1971年・ 1973年)
4. 『女子学生(秘)レポートNo.4/性感優等生』( 1972年・ 1973年) クリスチーナ・リンドバーグ、サッシャ・ヒーン出演
5. 『女子学生(秘)レポートNo.5/ハレンチポルノ'74』( 1973年・ 1974年)
6. 『女子学生(秘)レポートNo.6/我慢できない女たち』( 1973年・ 1974年) サッシャ・ヒーン出演
7. 『女子学生(秘)レポートNo.7/ローズ色の襞（ひだ）』( 1974年・ 1975年)
8. 『女子学生(秘)レポートNo.8/性学旅行』( 1974年・ 1975年)
9. 『女子学生(秘)レポートNo.9/ヘビーSEX'76』( 1975年・ 1976年)
10. 『女子学生(秘)レポートNo.10/欲情する娘たち』( 1976年・ 1977年)
11. 『女子学生(秘)レポートNo.11/HOTバイブレーション』( 1977年・ 1978年)
(VHS発売題:『新・女子学生(秘)レポートvol.1/ミニスカートの下はムズムズ』( 1990年))
12. 『女子学生(秘)レポートNo.12/濡れた娘たち』( 1978年・ 1979年)
(VHS発売題:『新・女子学生(秘)レポートvol.2/バナナ・ギャル・マンボ』( 1990年))
13. Schulmädchen-Report. 13. Teil: Vergiß beim Sex die Liebe nicht ( 1980年)
(VHS発売題:『新・女子学生(秘)レポートvol.3/好き好き!ハンドマッサージ』( 1991年))

なお、Japan Video Distribution (J.V.D.)よりVHSおよびDVDで2003年に発売された「新 女子学生(秘)レポート 初めての経験」(Die Schulmädchen vom Treffpunkt Zoo) (1979),「新 女子学生(秘)レポート 性感優等生」(Was Schulmädchen verschweigen) (1973) はシリーズとは無関係な作品である。

### 原題一覧
1. Schulmädchen-Report: Was Eltern nicht für möglich halten
2. Der neue Schulmädchen-Report. 2. Teil: Was Eltern den Schlaf raubt
3. Schulmädchen-Report. 3. Teil: Was Eltern nicht mal ahnen
4. Schulmädchen-Report. 4. Teil: Was Eltern oft verzweifeln läßt
5. Schulmädchen-Report. 5. Teil: Was Eltern wirklich wissen sollten
6. Schulmädchen-Report. 6. Teil: Was Eltern gern vertuschen möchten
7. Schulmädchen-Report. 7. Teil: Doch das Herz muß dabei sein
8. Schulmädchen-Report. 8. Teil: Was Eltern nie erfahren dürfen
9. Schulmädchen-Report. 9. Teil: Reifeprüfung vor dem Abitur
10. Schulmädchen-Report. 10. Teil: Irgendwann fängt jede an
11. Schulmädchen-Report. 11. Teil: Probieren geht über Studieren
12. Schulmädchen-Report. 12. Teil: Junge Mädchen brauchen Liebe
13. Schulmädchen-Report. 13. Teil: Vergiß beim Sex die Liebe nicht

## 文献
- Günther Hunold: Schulmädchen-Report : Sexprotokolle. München: Kindler, 1970
『女子学生セックスレポート』のオリジナル本。1971年にハイネ出版社よりペーパーベック版が出版された。
- Annette Miersch: Schulmädchen-Report : der deutsche Sexfilm der 70er Jahre. Berlin: Bertz + Fischer Verlag, 2003, ISBN 978-3929470123
多くの具体例、インタビュー、参考文献による映画に対する詳細な調査。
- Klaus Schmeh: David gegen Goliath – 33 überraschende Unternehmenserfolge. Redline Wirtschaft bei Ueberreuter, Frankfurt am Main 2004, ISBN 978-3832310578
シリーズの驚くべき経済的成功が見てとれる。
- Stefan Rechmeier: Das etwas humorvolle Lexikon des deutschen Erotikfilms. Wo der Wildbach durch das Höschen rauscht. MPW, Hille 2005, ISBN 978-3931608668. pp. 151–163.
- Peter Osteried: "Schulmädchen Report: Porträt Nr. 2“ MPW, Hille, ISBN 978-3931608811